# Chongtar Kangri
Chongtar Kangri (auch Chongtar Kangri I) ist ein 7315 m (nach anderen Angaben 7302 m oder 7370 m) hoher Berg im Karakorum-Gebirge im Süden von Xinjiang in China.

## Lage
Der Berg befindet sich im Gebirgsmassiv des Baltoro Muztagh 5 km von der pakistanischen Grenze entfernt. Der K2 liegt 12 km ostsüdöstlich des Chongtar Kangri.

## Besteigungsgeschichte
Die Erstbesteigung am Chongtar Nord gelang am 8. September 1994 einer vierköpfigen Expedition aus Australien und Neuseeland.
Greg Mortimer, Luke Trihey und Colin Monteath erreichten den Gipfel. Damals war der Chongtar Kangri der höchste unbestiegene Berg.

## Nebengipfel
Der Chongtar Kangri besitzt mehrere Nebengipfel: Chongtar Nord (7250 m), Chongtar Süd (7180 m), Chongtar Nordost (7145 m) und Chongtar II (6857 m).